# Сержантовы
Сержантовы — деревня в Юрьянском районе Кировской области в составе Верховинского сельского поселения.

## География
Находится на расстоянии примерно 9 километров по прямой на северо-запад от районного центра поселка Юрья.

## История
Известна с 1710 года, когда здесь (тогда безымянный починок близ реки Великой) был учтен 1 двор, в 1764 году учтено 25 жителей. В 1873 году было отмечено дворов 10 и жителей 73, в 1905 12 и 91, в 1926 19 и 105, в 1950 21 и 48 соответственно, в 1989 году оставалось 12 жителей.

## Население
Постоянное население  составляло 4 человека (русские 100%) в 2002 году, 0 в 2010.